# Hlboké (Liptovský Mikuláš)
Hlboké je osada na území města Liptovský Mikuláš. Nachází se v jižní části města, na levém břehu Váhu naproti sídlišti Nábřeží 4. dubna. Osada leží na Sportovní ulici a je přístupná ze silnice III/018130 do městské části Ploštín, nebo cestou z Kamenného pole.
Je to osada s převahou romského obyvatelstva, stojí tu tzv. sociální byty a také v roce 2009 dokončené Komunitní centrum Nový svet s ubytovnou pro bezdomovce. To slouží obyvatelům osady stejně jako sociálně slabším rodinám ve městě.